# Relazioni di Maxwell
Le relazioni di Maxwell della termodinamica sono delle relazioni (più precisamente equazioni alle derivate parziali) che legano tra loro le variabili di stato e sono ricavabili attraverso la trasformata di Legendre.

## Sistema generico
Ricordando l'espressione del primo principio della termodinamica in un potenziale termodinamico (specifico, ovvero per unità di quantità di sostanza) e nelle coordinate generalizzate (specifiche) x e corrispondenti forze generalizzate F:
{\displaystyle \mathrm {d} \phi (x_{i})=\sum _{i}F_{i}dx_{i}},
Le relazioni di Maxwell sono il sistema di equazioni derivante dal lemma di Schwartz applicato al potenziale termodinamico:
{\displaystyle \left({\frac {\partial F_{i}}{\partial x_{j}}}\right)_{\mathbf {x} -\{x_{i}\}}=\left({\frac {\partial F_{j}}{\partial x_{i}}}\right)_{\mathbf {x} -\{x_{i}\}}}

## Sistema puramente termodinamico
Per un sistema puramente termodinamico in cui le uniche forme di lavoro in senso generalizzato presenti sono lavoro di volume e calore scambiato, le coordinate di stato sono volume specifico {\displaystyle v}, pressione {\displaystyle p}, entropia specifica {\displaystyle s} e temperatura {\displaystyle T}; le relazioni sono derivabili dalle definizioni dei quattro potenziali termodinamici.
per un sistema monocomponente, le relazioni sono:
{\displaystyle {\begin{aligned}\left({\frac {\partial T}{\partial v}}\right)_{s}&=-\left({\frac {\partial p}{\partial s}}\right)_{v}\\-\left({\frac {\partial s}{\partial p}}\right)_{T}&=\left({\frac {\partial v}{\partial T}}\right)_{p}\\\left({\frac {\partial v}{\partial s}}\right)_{p}&=\left({\frac {\partial T}{\partial p}}\right)_{s}\\\left({\frac {\partial p}{\partial T}}\right)_{v}&=\left({\frac {\partial s}{\partial v}}\right)_{T}\end{aligned}}}
in cui i pedici rappresentano le variabili di stato che sono mantenute costanti durante la trasformazione termodinamica.
Ogni equazione può essere riformulata usando:
{\displaystyle \left({\frac {\partial y}{\partial x}}\right)_{z}=1\left/\left({\frac {\partial x}{\partial y}}\right)_{z}\right.}

## Dimostrazione delle relazioni di Maxwell
Dalla teoria dei potenziali termodinamici, nell'ipotesi di fluido omogeneo e chimicamente invariabile (ovvero con un numero costante di particelle) che attraversa una trasformazione reversibile con variazione di energia cinetica macroscopica nulla e lavoro isocoro nullo, abbiamo le seguenti espressioni tra loro equivalenti del primo principio della termodinamica:
{\displaystyle {\begin{aligned}\mathrm {d} u(s,v)&=T\,\mathrm {d} s-p\,\mathrm {d} v\\\mathrm {d} h(s,p)&=T\,\mathrm {d} s+v\,\mathrm {d} p\\\mathrm {d} a(T,v)&=-s\,\mathrm {d} T-p\,\mathrm {d} v\\\mathrm {d} g(T,p)&=-s\,\mathrm {d} T+v\,\mathrm {d} p\end{aligned}}}
Queste non sono altro che le espressioni delle funzioni di stato costituite dai potenziali termodinamici nelle loro variabili si stato ovvero le coordinate generalizzate del sistema. Da queste, derivando parzialmente si ottengono le forze generalizzate corrispondenti:
{\displaystyle {\begin{aligned}T=\left({\frac {\partial u}{\partial s}}\right)_{v}=\left({\frac {\partial h}{\partial s}}\right)_{p}\\-p=\left({\frac {\partial u}{\partial v}}\right)_{s}=\left({\frac {\partial a}{\partial v}}\right)_{T}\\v=\left({\frac {\partial h}{\partial p}}\right)_{s}=\left({\frac {\partial g}{\partial p}}\right)_{T}\\-s=\left({\frac {\partial g}{\partial T}}\right)_{p}=\left({\frac {\partial a}{\partial T}}\right)_{v}\end{aligned}}}
in generale, per un potenziale scalare a due variabili (corrispondenti alle coordinate generalizzate) {\displaystyle \phi (x,y)} possiamo definire un campo vettoriale conservativo {\displaystyle \mathbf {F} (x,y)=\nabla \phi (x,y)} nelle due variabili associato a questo potenziale che corrisponde al suo gradiente e che ha due componenti. Queste due componenti sono le forze generalizzate associate alle coordinate generalizzate (indichiamo la derivata parziale con la notazione di Eulero):
{\displaystyle F_{x}=\partial _{x}\phi =\left({\frac {\partial \phi }{\partial x}}\right)_{y}}
{\displaystyle F_{y}=\partial _{y}\phi =\left({\frac {\partial \phi }{\partial y}}\right)_{x}}
Ora, usando il teorema di Schwarz, che in notazione contratta è semplicemente:
{\displaystyle \partial _{xy}\phi =\partial _{yx}\phi }.
ovvero in forma più esplicita:
{\displaystyle \left({\frac {\partial }{\partial y}}\left({\frac {\partial \phi }{\partial x}}\right)_{y}\right)_{x}=\left({\frac {\partial }{\partial x}}\left({\frac {\partial \phi }{\partial y}}\right)_{x}\right)_{y}}
otteniano le relazioni di Maxwell nella forma:
{\displaystyle \left({\frac {\partial F_{x}}{\partial y}}\right)_{x}=\left({\frac {\partial F_{y}}{\partial x}}\right)_{y}}.

### Dimostrazione della prima relazione di Maxwell
Per esempio, per ricavare la prima equazione di Maxwell, si sfrutta il primo principio della termodinamica che lega la funzione di stato energia interna specifica {\displaystyle u} alle variabili di stato entropia specifica e volume specifico:
{\displaystyle \mathrm {d} u=T\,\mathrm {d} s-p\,\mathrm {d} v}
da cui, mantenendo costante prima il volume specifico e poi l'entropia specifica, otteniamo un campo vettoriale conservativo {\displaystyle \nabla u(s,v)} associato al potenziale scalare termodinamico rappresentato dall'energia interna specifica che ha per componenti:
{\displaystyle F_{s}=\partial _{s}u=\left({\frac {\partial u}{\partial s}}\right)_{v}=T}
{\displaystyle F_{v}=\partial _{v}u=\left({\frac {\partial u}{\partial v}}\right)_{s}=-p}
Quindi la forza generalizzata associata all'(opposto dell')entropia (specifica)è la temperatura e la forza generalizzata associata al volume (specifico) è la pressione. Ricavando da queste due forze generalizzate le derivate seconde miste dell'energia interna:
{\displaystyle \partial _{sv}u=\left({\frac {\partial F_{s}}{\partial v}}\right)_{s}=\left({\frac {\partial T}{\partial v}}\right)_{s}}
{\displaystyle \partial _{vs}u=\left({\frac {\partial F_{v}}{\partial s}}\right)_{v}=-\left({\frac {\partial p}{\partial s}}\right)_{v}}
uguagliando ora le due derivate seconde miste in base al teorema di Schwartz, otteniamo la prima relazione di Maxwell:
{\displaystyle \left({\frac {\partial T}{\partial v}}\right)_{s}=-\left({\frac {\partial p}{\partial s}}\right)_{v}}.
Le altre tre equazioni di Maxwell si ottengono in maniera analoga, a partire dalle funzioni caratteristiche dell'entalpia specifica, dell'energia libera di Helmholtz specifica e dell'energia libera di Gibbs specifica.